# Sheena, prințesa junglei
Sheena este un serial de acțiune-aventură/fantasy american ce a rulat prima oară în America între 2000 și 2002. În România, serialul a fost difuzat de Antena 1 și AXN.
Serialul este bazat pe personajul principal din revista de benzi desenate Sheena, Queen of the Jungle din 1938, după care a mai fost creat, în anii '50, un serial cu același titlu, și un film, în 1984. În versiunea din 2000, Sheena primește puterea de a vorbi și a se transforma în aproape orice animal.
Serialul este regizat de Chuck Bowman, iar personajele principale sunt jucate de Gena Lee Nolin (Sheena) și John Allen Nelson (Matt Cutter).